# Critérium du Dauphiné libéré 1977
La 29e édition du Critérium du Dauphiné libéré a eu lieu du 30 mai au 6 juin 1977. Elle a été remportée par le Français Bernard Hinault. Il devance au classement général Bernard Thévenet et Lucien Van Impe.

## Résumé de la course
Cette 29e édition du critérium du Dauphiné Libéré s'est déroulée du 30 mai au 6 juin 1977. La course est partie d'Avignon et s'est terminée à Thonon-les-Bains. La course est remportée par le Français Bernard Hinault de l'équipe Gitane-Campagnolo. L'un des faits marquants de cette course est l'étape Romans-sur-Isère - Grenoble avec arrivée au sommet de la Bastille. Basculant au col de Porte avec une minute et quarante secondes d'avance, Bernard Hinault calcule mal un virage à grande vitesse dans la descente et tombe dans un ravin. Il laisse son vélo endommagé au fond, remonte, enfourche un nouveau vélo et remporte l'étape et la course avec neuf secondes d'avance sur son compatriote Bernard Thévenet. Cette course compte cinq vainqueurs du Tour de France, qui ont tous terminé dans le top 10, dont les anciens vainqueurs Eddy Merckx, Lucien Van Impe et Bernard Thévenet, ainsi que les futurs vainqueurs Bernard Hinault et Joop Zoetemelk.

## Classement général final
| Rang | Vainqueur                | Équipe | Pays     | Temps            |
| ---- | ------------------------ | ------ | -------- | ---------------- |
| 1er  | Bernard Hinault          |        | France   | 38 h 31 min 17 s |
| 2e   | Bernard Thévenet         |        | France   | 9 s              |
| 3e   | Lucien Van Impe          |        | Belgique | 2 min 2 s        |
| 4e   | Joaquim Agostinho        |        | Portugal | 3 min 21 s       |
| 5e   | Jean-Pierre Danguillaume |        | France   | 5 min 32 s       |
| 6e   | José Nazabal             |        | Espagne  | 6 min 40 s       |
| 7e   | Joop Zoetemelk           |        | Pays-Bas | 6 min 51 s       |
| 8e   | Eddy Merckx              |        | Belgique | 8 min 23 s       |
| 9e   | Ismael Lejarreta         |        | Espagne  | 8 min 29 s       |
| 10e  | Pedro Torres             |        | Espagne  | 8 min 46 s       |

## Étapes
| Étape      | Date   | Villes étapes                       | type                        | Distance (km) | Vainqueur d'étape        | Leader du classement général |
| ---------- | ------ | ----------------------------------- | --------------------------- | ------------- | ------------------------ | ---------------------------- |
| Prologue   | 30 mai | Avignon – Avignon                   | prologue                    | 5             | Jean-Luc Vandenbroucke   | Jean-Luc Vandenbroucke       |
| 1re étape  | 31 mai | Orange – Saint-Étienne              |                             | 228           | Bernard Hinault          | Bernard Hinault              |
| 2e étape   | 1 juin | Saint-Étienne – Montceau-les-Mines  |                             | 204           | Jean-Pierre Danguillaume | Bernard Hinault              |
| 3e étape   | 2 juin | Montceau-les-Mines – Mâcon          |                             | 186           | Patrick Sercu            | Bernard Hinault              |
| 4e a étape | 3 juin | Mâcon – Vienne                      |                             | 119           | Patrick Sercu            | Bernard Hinault              |
| 4e b étape | 3 juin | Vienne – Valence                    |                             | 129           | Patrick Sercu            | Bernard Hinault              |
| 5e étape   | 4 juin | Romans-sur-Isère – Grenoble         |                             | 214           | Bernard Hinault          | Bernard Hinault              |
| 6e étape   | 5 juin | Grenoble – Grenoble                 |                             | 192           | Lucien Van Impe          | Bernard Hinault              |
| 7e a étape | 6 juin | Annecy – Thonon-les-Bains           |                             | 89            | Patrick Sercu            | Bernard Hinault              |
| 7e b étape | 6 juin | Thonon-les-Bains – Thonon-les-Bains | contre-la-montre individuel | 36,5          | Bernard Thévenet         | Bernard Hinault              |